# Tulipa gesneriana
Tulipa gesneriana is een plant die behoort tot de leliefamilie (Liliaceae).
Deze lange, late bloeier heeft een enkelvoudige bloem en lijnvormige of breed lancetvormige bladeren. De zoet-geurende tweeslachtige bloemen verschijnen in april en mei. De bloembollen zijn zeer goed bestand tegen vorst, en kunnen temperaturen verdragen onder het vriespunt. Een periode van lage temperatuur is noodzakelijk om groei en bloei te induceren, veroorzaakt door een toename van de gevoeligheid voor het plantenhormoon auxine.
Zoals veel tulpen is deze soort mogelijk afkomstig uit Turkije, maar wordt tegenwoordig verwilderd aangetroffen in heel Zuidwest-Europa. Het merendeel van de gekweekte vormen van de tulp zijn afgeleid van Tulipa gesneriana. De introductie van deze tulp in België en Nederland in de 16e eeuw betekende de start van de Europese tulpenteelt en de daaruit volgende tulpenmanie.
De bloemen kunnen door de aanwezigheid van het allergeen tuliposide bij de mens dermatitis veroorzaken, terwijl de bollen kunnen worden gegeten.
De bloembollen kunnen worden gedroogd en verpulverd en toegevoegd aan graan of bloem. Ook wordt van de tulpenbollen een schimmelremmer gemaakt, met als werkzame stof het tuliposide.
... · 
T. biflora · 
T. gesneriana · 
T. suaveolens · 
T. sylvestris (Bostulp) ·  
...